# Félix Ortt
Felix (Louis) Ortt, né le 9 juin 1866 à Groningue et mort le 15 octobre 1959 à Soest, est un des principaux théoriciens de l'anarchisme chrétien aux Pays-Bas. Il est auteur, philosophe, antimilitariste et végétarien.

## Biographie
Après quelques années en tant qu'ingénieur, Félix Ortt trouve sa véritable vocation dans le militantisme : végétarisme, droits des animaux, anti-vivisection, droits de l'homme ainsi que celui des femmes, réforme sexuelle pour lutter contre les maladies vénériennes, l'anarchisme chrétien et les méthodes de guérison naturelles. Il a écrit pour (et vécu selon) chacune de ces disciplines.
Il est l'auteur d'un manifeste anarchiste chrétien. Émile Armand la cite dans l'encyclopédie anarchiste à l'article sur l'anarchisme chrétien/christianisme libertaire.

## Œuvres
- (nl) Het Gebed Soest, circa 1900
- (nl) Het levend water {Soest], circa 1900
- (nl) Het lichaam van Christus, Nederlandse vereniging van Spiritisten 'Harmonia', circa 1900
- (nl) Heidekind. Een levensfragment, uitgeversmij. De Waelburgh te Blaricum, 2e druk voorjaar 1921, 1re édition 1904
- « La maladie des « colonies » communistes, L'unique no 14 », sur La Presse Anarchiste, octobre 1946 (consulté le 23 avril 2014)
- (nl) De praktijk van de bergrede, [Soest], circa 1910
- (nl) De Vrije Mensch, maandschrift 9e jaargang, februari 1913
- (nl) Denkbeelden van een Christen-Anarchist Rotterdam, Honnef, 1917 (3e druk)
- (nl) De Schepping door Felix Ortt, uitgegeven door de maatschappij voor goede en goedkope lectuur, Amsterdam, 1922
- (nl) Levenshouding, [Soest], 1943
- (nl) Religieuze opvoeding, brieven aan een jeugdig vriendinnetje, Amsterdam, 1947
- (nl) Het nieuwe wereldbeeld, geschetst voor wiskundig niet geschoolden Dordrecht, Retel en Felkers, 1948
- (nl) De Superkosmos, filosofie van het occultisme en het spiritisme, uitgeverij Van Stockum & Zn, 's Gravenhage, 1949
- (nl) Troost voor hen die achterbleven Rotterdam, Centrale Brochurehandel, circa 1950
- (nl) Inleiding tot het Pneumat-energetisch monisme. Een beschouwing over God, de wereld, het leven, mens en maatschappij, van het standpunt der natuurwetenschap, Van Stockum, 1950 (3e druk)
- (nl) Het Droomleven, Van Stockum & Zn, 's-Gravenhage, 1951
- (nl) Het probleem der ziel, Van Stockum, Den Haag 1951 (oorspronkelijk circa 1929)
- (nl) De parel van grote waarde s.l., s.n., circa 1960
- (nl) De Psichische Energie als levensbeginsel
- (nl) Het reïncarnatievraagstuk
- (nl) De tempel des levens, een schets van de ware roeping der kunst Ernest Newlandsmith (vertaling door Ortt), broederschapsboekhandel Bilthoven, 1919

### Articles en français
- La maladie des « colonies » communistes, 1905, L’Unique no 14, octobre 1946, texte intégral.

## Notices
- Notices d'autorité :   - VIAF
  - ISNI
  - BnF (données)
  - IdRef
  - LCCN
  - GND
  - Pays-Bas
  - NUKAT
  - WorldCat
- Notice dans un dictionnaire ou une encyclopédie généraliste :   - Biografisch Portaal van Nederland
.
- Data.bnf : notice.
- Institut international d'histoire sociale (Amsterdam) : notice.
- Estel Negre : notice biographique.

## Iconographie
- Centraal Bureau voor Genealogie : carte postale, 1917, voir en ligne.
- Centraal Bureau voor Genealogie : Wetenschappelijke dierenmarteling, 1917, voir en ligne.